# Élisabeth-Éléonore de La Tour d'Auvergne
Élisabeth-Éléonore de La Tour d’Auvergne est une religieuse française, abbesse cistercienne de Notre-Dame et Saint-Nicolas de Torigni-sur-Vire, née vers 1665 et morte en l'abbaye Blanche de Mortain le 2 mai 1746.
Elle est la fille de Frédéric-Maurice de La Tour d'Auvergne et de Françoise de Hohenzollern-Hechingen.
Elle porte les noms de ses arrière-grands-mères paternelles, Élisabeth Flandrika d'Orange-Nassau et Éléonore de Bergh, dont sa mère Françoise était aussi la parente.
L'un de ses frères est le célèbre cardinal d'Auvergne et sa sœur Louise-Émilie est abbesse de l'abbaye de Montmartre.